# Eunice prognatha
Eunice prognatha är en ringmaskart som beskrevs av McIntosh 1885. Eunice prognatha ingår i släktet Eunice och familjen Eunicidae. Inga underarter finns listade i Catalogue of Life.